# Gregor Rihar mlajši
Gregor Rihar  mlajši, slovenski organist in skladatelj, * 20. februar 1845, Ljubljana, † 20. junij 1868, Ljubljana.

## Življenje in delo
Gregor Rihar - mlajši se je menda učil glasbe pri svojem stricu Gregorju Riharju - starejšemu, igral na orgle v Šentpeterski cerkevi, po stričevi smrti 1863 pa nastopil službo orglarja v ljubljanski stolnici sv. Nikolaja, a že čez pet let umrl za tuberkulozo.
Iz zapuščine svojega strica je objavil Maše (osem mašnih pesmi in štiri druge skladbe, 1865). Deset lastnih skladb (devet za moški, eno za mešani zbor) je izdal z naslovom Napevi svetih pesem (Lj. 1867). Na koncu Velike maše  Gregorja Riharja -  starejšega je natisnjena tudi njegova pesem za moški zbor  Morska zvezda.